# Врата неба (фильм)
«Врата неба» (другое название «Врата небесные», итал. La porta del cielo) — итальянский чёрно-белый религиозный фильм режиссёра Витторио Де Сики по произведению Пьеро Борджеллини. Премьера фильма состоялась 15 февраля 1945 г. 
Фильм снимался в оккупированном немецкими войсками районе Рима, в зданиях и землях, принадлежащих католической церкви, что позволяло съёмочной группе, в которой было много статистов-евреев, остаться в живых. 

## Сюжет
История печальных происшествий в поезде, везущем больных пассажиров: о парализованном мальчике, которому помогает сирота; о пианисте, потерявшем кисть руки и утратившем способность играть; об ослепшем молодом рабочем, сопровождаемым виновником его увечья.

## В ролях
- Марина Берти — сестра Красного Креста
- Элеттра Друскович — Филомена, гувернантка
- Массимо Джиротти — слепой юноша
- Роландо Люпи — Джованни Брандаччи, пианист
- Карло Нинки — поводырь
- Элли Парво — соблазнительная дама
- Мария Меркадер — Мария
- Кристиано Кристиани — Клаудио Горини, парализованный мальчик
- Джованни Грассо — парализованный коммерсант
- Джузеппе Форчина — инженер
- Энрико Рибульзи — родственник коммерсанта
- Амелия Бисси — синьора Энрикетта
- Аннибале Бетроне — врач в поезде
- Тильде Тельди —  графиня, сестра Красного Креста
- Пина Пьовани — тётка Клаудио Горини
- Джулио Альфьери — пожилой господин
- Джулио Кали — любопытный неаполитанец
- Тереза Мариани — эпизод
- Витторио Коттафари — эпизод

## Съёмочная группа
- Режиссёр-постановщик: Витторио Де Сика
- Сценаристы: Витторио Де Сика, Адольфо Франчи, Чезаре Дзаваттини, Диего Фаббри, Карло Муссо, Энрико Рибульзи (нет в титрах)
- Продюсеры: Коррадо Конти ди Сенигаллия, Сальво Д’Анджело
- Оператор: Альдо Тонти
- Композитор: Энцо Мазетти
- Художник-постановщик: Сальво Д’Анджело
- Монтажёр: Марио Бонотти
- Звукорежиссёр: Марио Амари
- Дирижёр: Франко Феррара

## Награды
1996 — Венецианский кинофестиваль: Специальный приз Международной католической организации в области кино (OCIC)